# María Teresa Vera

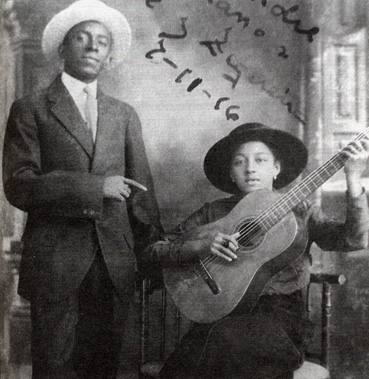
María Teresa Vera mit Rafael Zequeira, 1916

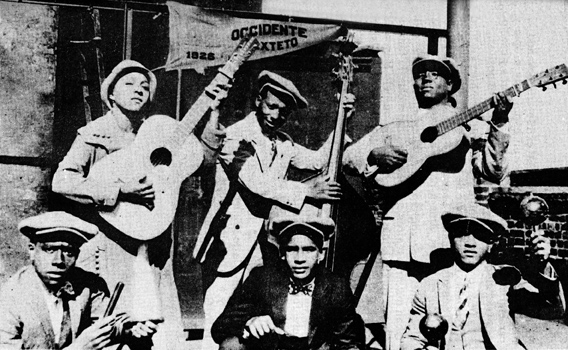
Sexteto Occidente, New York, 1926
hinten: María Teresa Vera (Gitarre), Ignacio Piñeiro (Kontrabass), Julio Torres Biart (Tres); vorne: Miguelito Garcia (Claves), Manuel Reinoso (Bongo) und Francisco Sánchez (Maracas)

María Teresa Vera (* 6. Februar 1895 in Guanajay; † 17. Dezember 1965 in Havanna) war eine afro-kubanische Singer-Songwriterin, Gitarristin und Komponistin. Sie war ein herausragendes Beispiel für die Stilrichtung des Trova und des Son Cubano in der kubanischen Musik.

## Leben
Vera wurde als Tochter eines spanischen Militärs, der verschwand, und einer schwarzen Mutter geboren, deren Eltern noch Sklaven gewesen waren und die als Dienerin in einem wohlhabenden kubanischen Haushalt arbeitete.
In diesem Haushalt lernte sie auch den Schriftsteller und Musiker Manuel Corona kennen, der ihr zum Erlernen des Gitarrenspiel riet und ihr einige seiner Lieder beibrachte.
Insbesondere lernte Vera die Trova-Musik kennen. Trovadores waren reisende Musiker, die auftraten, um ihren Lebensunterhalt zu verdienen. Wie andere afrokubanische Musik hat auch die Trova-Musik ihre Wurzeln in den Cabildos des 17. Jahrhunderts, die selbstorganisierte soziale Clubs der kubanischen Sklavenbevölkerung waren. Die Trova-Musik verschmilzt spanische Einflüsse (Gitarre) mit Perkussion und afrikanischen Rhythmen.
Am 18. Mai 1911 trat Vera zum ersten Mal im Theater Politeama Grande in Havanna auf. Unter großem Beifall sang sie unter anderem das Criolla „Mercedes“ in Begleitung des Autors Manuel Corona. 1918 reiste sie nach New York City, um im Apollo Theater mit Rafael Zequeira aufzutreten, mit dem sie ein legendäres Duo bildete. Sie reiste bis zu seinem Tod 1924 fast zehn Mal in die Vereinigten Staaten. 1922 unterzeichnete sie einen Vertrag mit der Plattenfirma RCA Victor. Mit Zequeira oder Corona im Duett macht sie über hundert gemeinsame Aufnahmen in New York, von denen die meisten nicht erhalten geblieben sind. Sie lernte den Komponisten Carlos Godinez kennen, der ihr mehr über die Gitarre beibrachte; die Freundschaft hielt bis zu seinem Tod im Jahr 1950.
1925 gründete sie das Sexteto Occidente mit Miguelito García (Claves, Erste Stimme) als Leiter, weil er am meisten über Musik wusste. Dazu gehörten weiter Ignacio Piñeiro (Kontrabass), Julio Torres Biart (Tres), Manuel Reinoso (Bongo) und Francisco Sánchez (Maracas). Sie waren eine Gruppe talentierter Musiker, die alle auf die ein oder andere Weise Karriere machen sollten. Trotz des Erfolgs hatte die Gruppe nur eine kurze Karriere und machte nur wenige Aufnahmen, vor allem wegen der Konkurrenz einer anderen Gruppe mit ähnlichen Merkmalen, dem Habanero Sextett. Beide Formationen entwickelten eine Spielweise, die als Habanera bekannt ist, und waren die ersten, die diese Art von Musik mit ihren eigenen Merkmalen populär machten.
Auf dem Höhepunkt ihrer Popularität nahm Vera eine mehrjährige Auszeit von ihrer Karriere, und sie war drei Jahre lang völlig still. Es wird überliefert, dass dies geschah, weil ihre von den Yoruba inspirierte Religion das Aufhören erzwang. Mitte der 1930er Jahre konnte Vera ihre Karriere jedoch fortsetzen und war noch weitere zwanzig Jahre lang als Künstlerin aktiv.
Im Jahr 1935 schloss sie sich mit Lorenzo Hierrezuelo zu einem Duo zusammen, das 27 Jahre lang bestand.
Eine ihrer besten Kompositionen, die Habanera Veinte años wurde von zahlreichen kubanischen Künstlern ins Repertoire genommen; auch Sólo pienso en ti, ein Bolero-Song, ist bekannt. 1945 wurde sie vom kubanischen Sender CMQ für die Radiosendung Cosas de Ayer unter Vertrag genommen. In den 1950er Jahren trat sie in der Fernsehsendung El Casino de la Alegría auf, und in den 1960er Jahren wurde sie anlässlich ihrer Pensionierung im Jahr 1962 öffentlich geehrt.
Ihre letzten öffentlichen Auftritte fanden 1961 statt, und von diesem Zeitpunkt an zog sie sich krankheitshalber aus der musikalischen Tätigkeit zurück. Sie starb 1965 in Havanna, im Alter von 70 Jahren.

## Nachleben
In seiner Biografie zu Vera sammelte Jorge Calderón die Meinung von einer ganzen Reihe von kubanischen Komponisten und Musikern zu ihr wieder. Silvio Rodríguez sagte über sie: „Ihre Stimme war ohne Vibrato, trocken; sie schlug die Töne an, verlängerte nur einen Ton, um von einem Ton zum anderen zu gleiten, was [ihrer Stimme] eine Anmut, oder besser gesagt, einen einzigartigen Charakter verlieh. Ihr Vortrag wirkte lässig, natürlich, umgangssprachlich […] Es gab immer Variationen der ursprünglichen Melodie, [da] sie [das Stück] immer kreativ interpretierte.“
Pablo Milanés sagte kurz: „María Teresa ist für mich die Verkörperung des kubanischen Liedes.“
Die Musikwissenschaftlerin María Teresa Linares sagte über sie und Hierrezuelo: „Ich glaube, die wichtigste Zeit [für sie] waren ihre 27 Jahre als Duo, Lorenzo an der ersten Gitarre, Vera an der zweiten. Hierrezuelos Stimme war in Höchstform [… und] María Teresas Stimme war zu dieser Zeit unübertroffen. Die Qualität ihrer Appoggiaturen, Verzierungen, Verfeinerungen und ihrer Interpretation […] erreichte ihren Höhepunkt. Alles in allem war es der erhabenste Ausdruck des kubanischen Liedes.“
Anlässlich seines hundertsten Geburtstages wurde 1995 eine Hommage-CD To María Teresa Vera veröffentlicht, auf der Interpreten wie Omara Portuondo, Martirio, Pablo Guerrero, Jacqueline Castellanos, Uxía oder Algeria Fragoso einige ihrer Lieder vortrugen.
Am 6. Februar 2020 feierte Google ihren 125. Geburtstag mit einem Google Doodle.